# Photosculpture
 (novembre 2018).

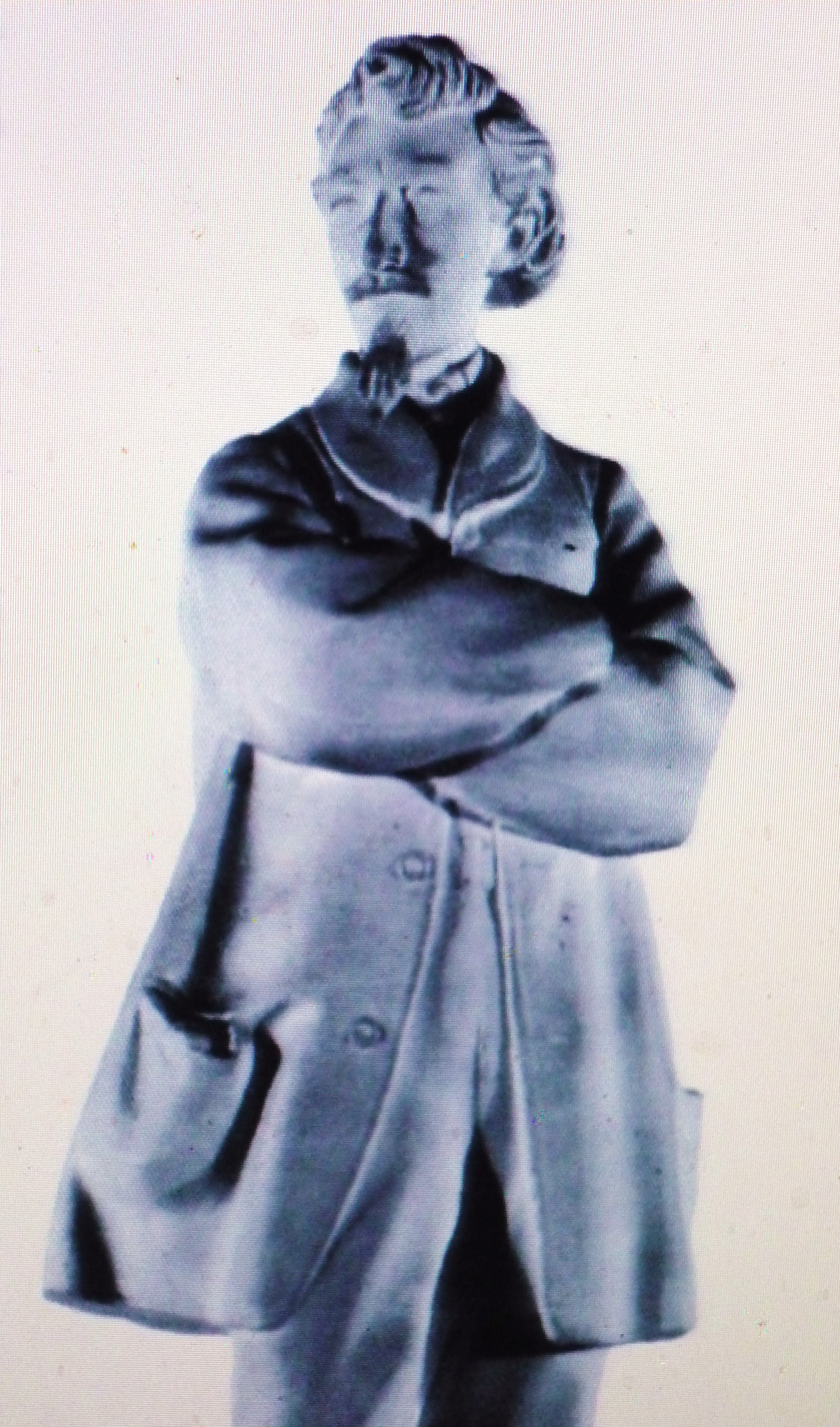
François Willème, Autoportrait (années 1860, détail), photosculpture, Rochester, George Eastman House.

La photosculpture ou photo-sculpture est une technique inventée en 1859-1860 par François Willème, peintre, photographe et sculpteur français. Elle permet la reproduction photographique des objets en relief d'après nature.
Elle est reprise hors de France : pratiquée en Angleterre par Antoine-François Claudet, qui la perfectionne, et aux États-Unis, où en 1866, Hutson et Kurtz fondent à New York une société de photosculpture.
La photosculpture a de puissants ennemis. En janvier 1867, Paul de Saint-Victor indique que la photosculpture rencontre « bien des hostilités et des résistances » dans le milieu des sculpteurs. En février de la même année, le sculpteur Auguste Clésinger annonçant qu'il a été nommé directeur artistique de la photosculpture, promet que celle-ci fera perdre leur travail à quantité de confrères indignes de se prétendre sculpteurs. Ainsi qu'à la masse des praticiens qui travaillent au service des sculpteurs et seront efficacement remplacés par le pantographe perfectionné par François Willème.
En 1899, cherchant à expliquer dans La Science française le motif d'abandon de la photosculpture, L. P. Clerc écrit que la photosculpture : « tentative la plus ancienne » pour « obtenir une image en relief sculptural, ronde bosse ou bas-relief du modèle vivant, par l'emploi de méthodes photographiques », a échoué « par suite de sa complication inouïe », et lui oppose une nouvelle technique, à son avis plus simple et facile d'emploi, inventée par le photographe Lernac et développée par Nadar : la photostérie.
En 1909, un article du journal Le Temps parlant d'une technique de photosculpture proposée par M. Cardin, sculpteur à Nantes, présente la photosculpture comme une parfaite nouveauté que ce dernier aurait inventé.
La technique de la photosculpture, méconnue du grand public aujourd'hui, de même que son inventeur, préfigure l'actuelle impression 3D.

## Les débuts de la photosculpture

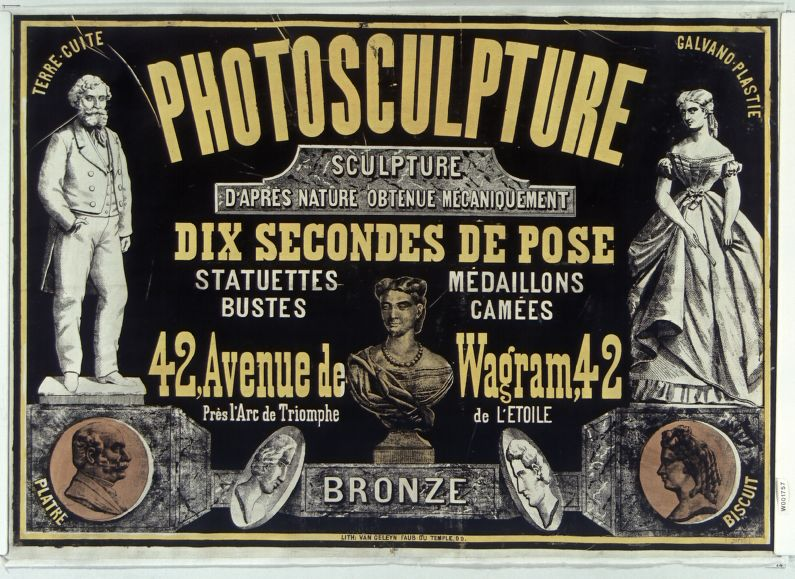
Affiche pour l'atelier parisien de François Willème 42, avenue de Wagram vers 1860.

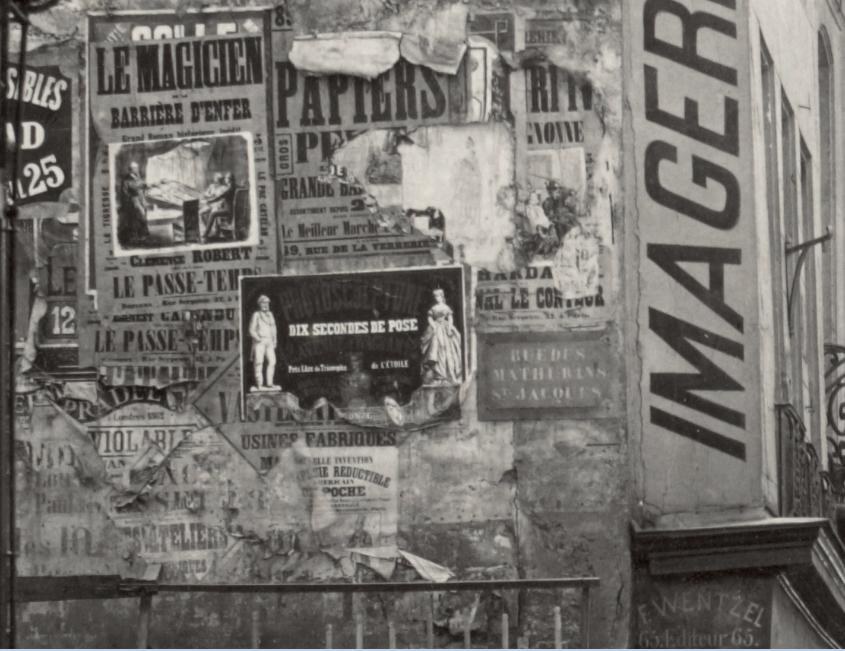
Cette même affiche en situation, rue des Mathurins Saint Jacques, détail d'une photographie de Charles Marville (vers 1860), Paris, BnF.

Un article signé M. V. paru dans Le Monde illustré en décembre 1866 raconte la découverte de la photosculpture et les débuts de la Photosculpture de France : La Photosculpture 
L'invention de la photosculpture est due à ce grand créancier de l'humanité qui s'appelle le hasard. Un article de M. Xavier Aubryet, paru dans le Moniteur du soir, nous apprend qu'un sculpteur de talent, M. Willème, cherchait un jour à reproduire sur la glaise le profil d'une épreuve photographique; il y réussit si bien, que de là à deviner que chaque profil donne le relief successif d'un corps, il n'y avait qu'un pas, pas de géant sans-doute, mais au temps où nous sommes on franchit aisément les abîmes. Quand M. Willème, avec l'élan de son idée, se trouva sur l'autre bord, la photosculpture était créée.
Produire par la lumière une statue impérissable au lieu d'une image fugitive, quelle mine de succès ! Mais les mineurs intelligents ne sont pas dispensés des périls de la mise en œuvre; toute entreprise rencontre à ses débuts des difficultés sans nombre et M. Willème allait peut-être disparaître sous sa découverte, quand une jeune et vaillante intelligence, M. de Marnyhac, secondé lui-même par des capitaux intelligents, vint au secours de la photosculpture épuisée du seul fait glorieux d'être au monde.
Photosculpture, signifie mot à mot sculpture par la lumière, deux idées qui semblent inconciliables au premier abord. Rien de plus conciliable pourtant, car c'est le soleil qui s'est fait sculpteur, ainsi que vous en serez convaincu après avoir visité, soit l'établissement principal de l'avenue de Wagram, soit la succursale du boulevard des Capucines, et aussi après avoir lu les articles de MM. Théophile Gautier, Paul de Saint-Victor, Xavier Aubryet, Henri de Parville et Ernest Lacan, réunis dans un mignon petit volume qui a l'intérêt d'un roman.

## La photosculpture vue par Théophile Gautier
Théophile Gautier décrit le laboratoire de Willème en 1864 :

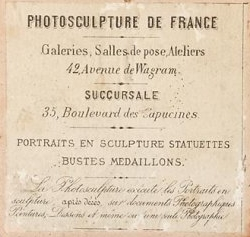
Adresse principale et adresse de la succursale de la Photosculpture de France.

C'est une vaste rotonde au plancher recouvert de fines lattes, aux murailles d'un ton doux et neutre, ne contenant aucun instrument, aucun appareil de structure bizarre ou compliquée. Vingt-quatre consoles, appliquées à la paroi circulaire, soutiennent les statuettes ou les bustes des divers personnages dont la photosculpture a reproduit les traits. De la coupole descend un fil à plomb terminé par une boule argentée juste au-dessus de deux disques superposés que divisent des lignes noires répondant à des numéros. Vous montez sur ces deux disques formant estrade, vous y prenez la pose qui vous est la plus naturelle et la plus familière ; l'opérateur compte dix secondes et vous prie de descendre. Il n'a plus besoin de vous. Déjà vous êtes saisi dans tous vos profils et mis au point par des praticiens invisibles.
En effet, sous l'ombre des consoles brillaient vingt-quatre yeux, vingt-quatre objectifs que vous n'avez pas vus, mais qui vous regardaient et transmettaient votre reflet à autant de daguerréotypes placés dans un couloir tournant autour de la rotonde. Ces daguerréotypes s'ouvrent et se ferment simultanément au moyen d un mécanisme aussi simple qu'ingénieux. Ils livrent vingt-quatre images de la même personne ou du même objet prises sous tous les aspects possibles. C'est un œil merveilleux qui vous entoure et vous enveloppe, au lieu de vous percevoir, comme l'œil ordinaire, sous un seul angle d'incidence.

## La photosculpture vue par laRevue photographique
La Revue photographique écrit en 1863 :

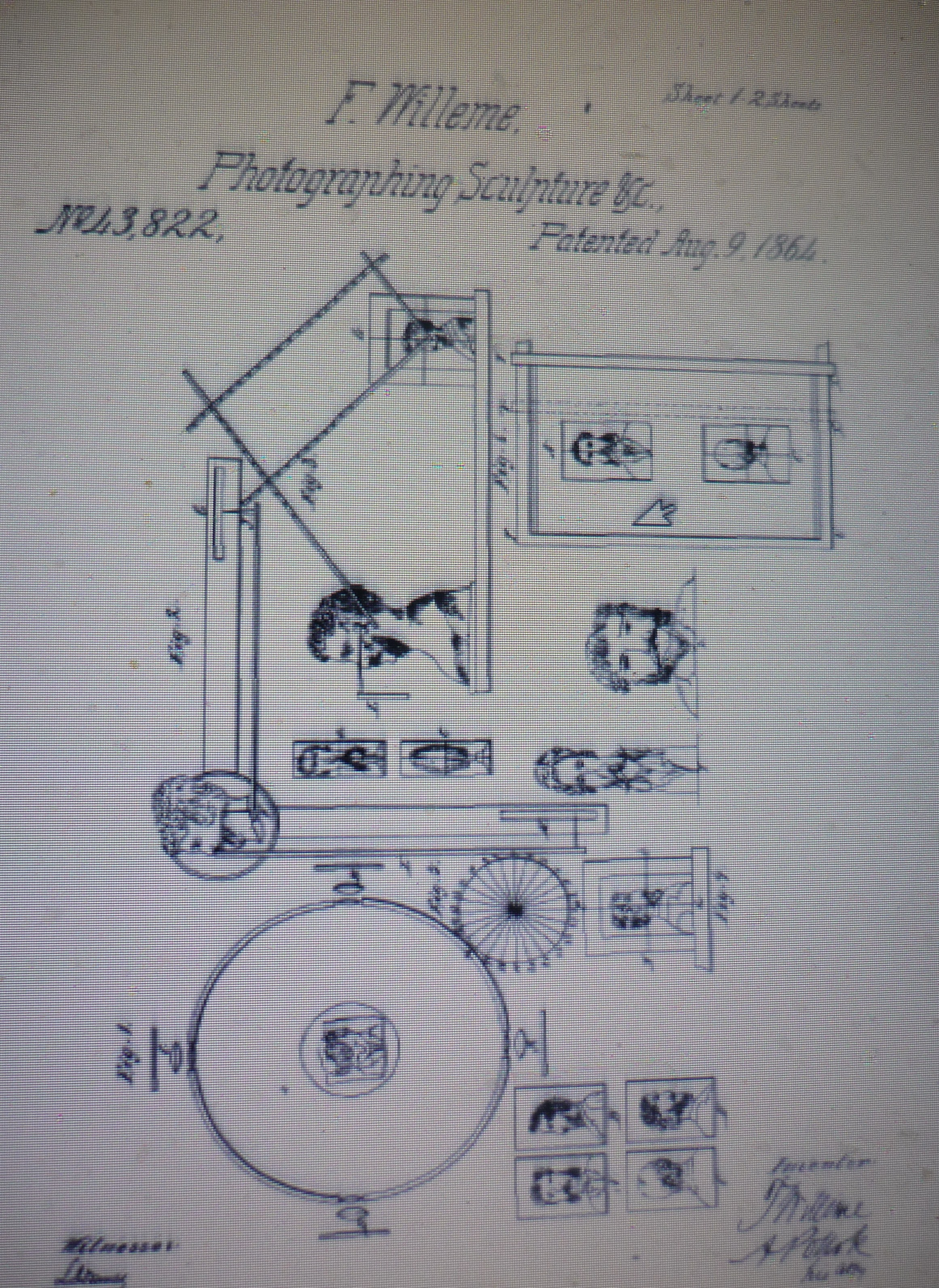
Première page du brevet de la photosculpture aux États-Unis, 9 août 1864.

La photosculpture se compose de deux opérations successives : la reproduction du modèle par la photographie, et l'exécution mécanique de la maquette en terre au moyen du pantographe. Le modèle pose au centre d'un atelier circulaire, autour duquel sont disposés, à des distances égales, vingt-quatre objectifs donnant les silhouettes successives que l'œil saisirait en tournant autour de ce modèle. Ce premier travail terminé, chaque épreuve est placée successivement dans un appareil amplifiant et projetée sur une glace dépolie. C'est alors que commence le rôle du pantographe. Pendant que l'opérateur suit avec une des pointes de cet instrument tous les contours extérieurs et intérieurs de l'image agrandie, l'autre pointe les reproduit identiquement sur l'argile posée sur un plateau tournant, dont la circonférence est divisée en vingt-quatre parties correspondant aux rayons que l'on tracerait dans l'atelier de chaque objectif au centre.
Quand on a fini avec la première épreuve, on fait passer la seconde dans l'appareil amplifiant ; on fait tourner le plateau qui porte la terre jusqu'à la division numéro 2, et on fait manœuvrer le pantographe comme la première fois ; quand la vingt-quatrième épreuve a passé sous le pantographe et que la sellette a fait un tour complet sur son pivot, la statuette est achevée.

## La photosculpture vue par Paul de Saint-Victor

### Présentation d'un «art nouveau»
Un article de Paul de Saint-Victor paru dans La Presse du 17 décembre 1866 décrit la succursale de la Société générale de photosculpture de France 35, boulevard des Capucines. L'auteur copie sa description du siège de cette société 42 avenue de Wagram paru le 15 janvier de la même année dans la même rubrique du même journal. Seules quelques différences minimes existent entre les deux textes. L'agencement intérieur de ces deux centres de photosculpture était donc semblable.

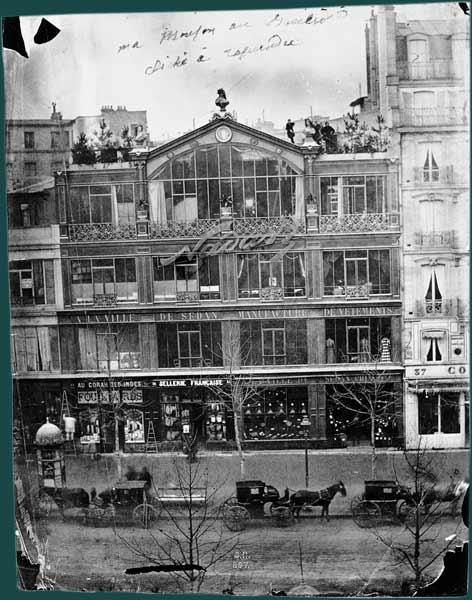
Le 35, boulevard des Capucines vers 1870 : la Société générale de photosculpture de France est installée sous les studios de Nadar.

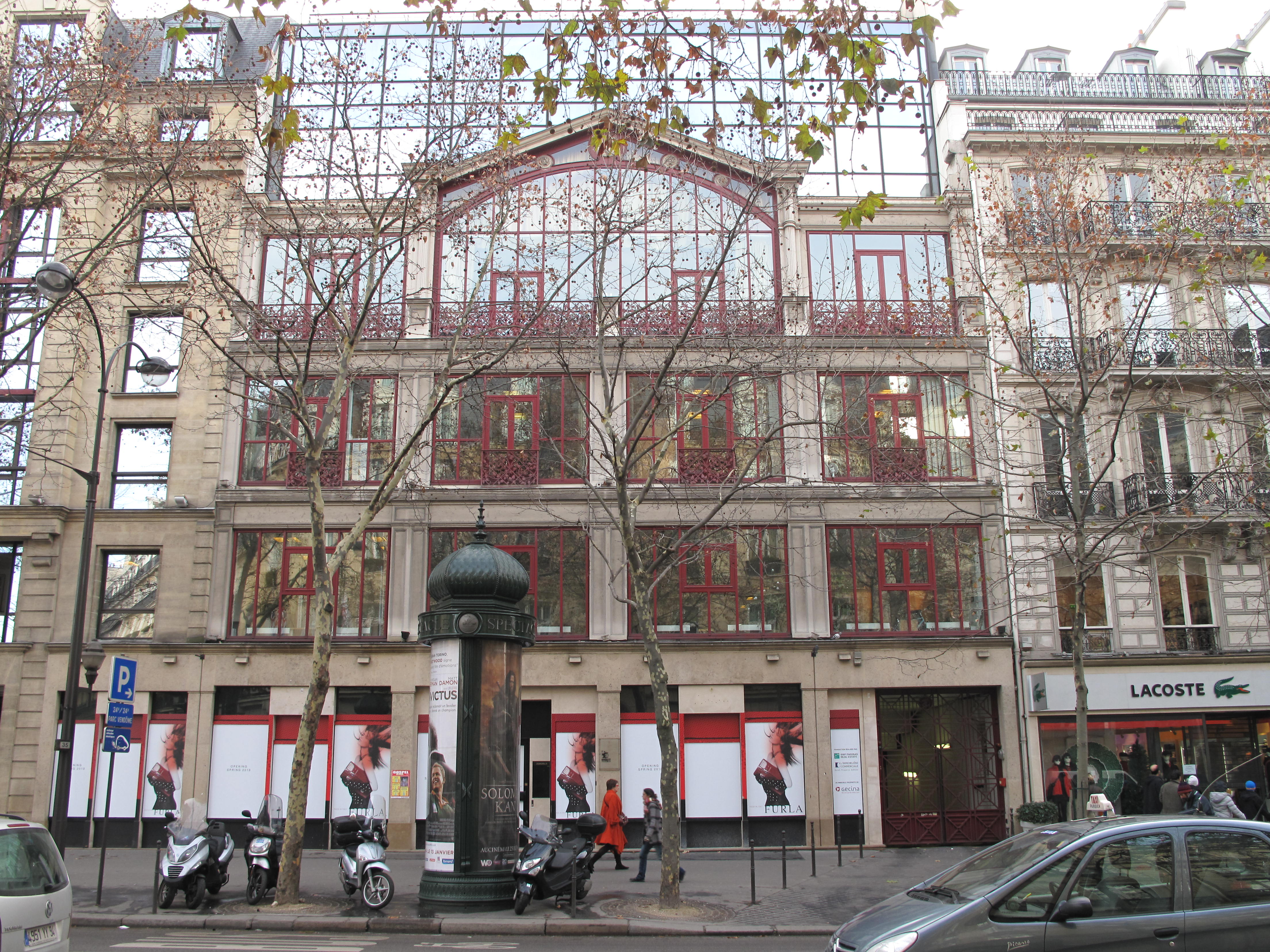
Le 35, boulevard des Capucines en 2009.

[…] la Photosculpture vient de se porter au centre du Paris artistique et mondain, c'est-à-dire dans son milieu naturel.
Ce titre bizarre « Sculpture par la lumière » paraît, à première vue, l'enseigne d'une tentative chimérique. La Chambre noire pouvait faire pressentir la vocation du soleil pour le dessin et pour la gravure ; mais il semble fabuleux, même après les prodiges de la photographie, qu'on puisse faire de l'astre qui rayonne à tant de millions de lieues au-dessus de nous, un sculpteur pétrissant des bustes et modelant des statues. L'étonnante invention de M.Willème réalise pourtant avec une exactitude littérale, les magiques promesses de son titre. La photosculpture transforme véritablement le soleil en praticien de la statuaire. Suivez-nous dans son atelier, vous allez le voir à l'ouvrage.

### Le bâtiment de photosculpture de l'avenue de Wagram

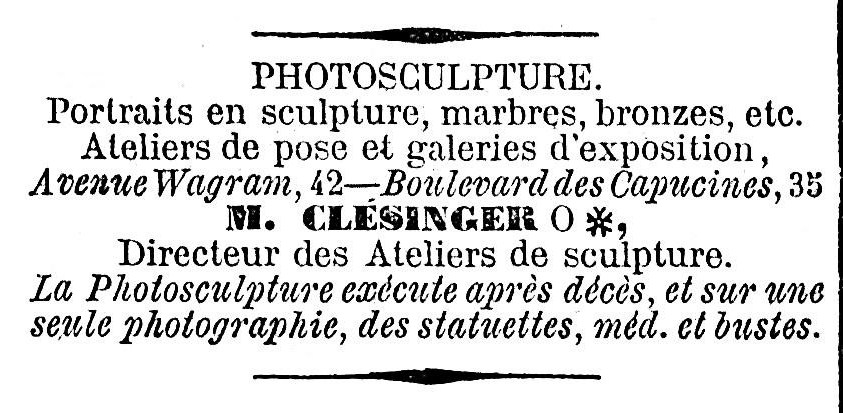
Journal des débats, 3 avril 1867.

Le 15 janvier 1866, dans La Presse, Paul de Saint-Victor décrit le bâtiment de photosculpture de l'avenue de Wagram :
En traversant l'avenue de Wagram, vous aurez sans doute remarqué une maison élégante à large façade, que surmonte une coupole de verre blanc et bleu. Ce palazzino, vitré comme une serre, est l'atelier d'une invention nouvelle qui n'est pas un des moindres prodiges de ce temps fertile en miracles scientifiques et industriels.

### La boule d'argent suspendue comme point de repère
Sous la rotonde de prise de vues pour la photosculpture, une boule d'argent pendue à un fil sert de point de repérage pour la prise des 24 clichés et leur assemblage final :
...pour tout meubles deux disques superposés que divisent des lignes noires répondant à des numéros et qui forment trépied ou estrade. Un long fil terminé par une boule d'argent descend de la coupole dont il marque l'axe central. Le modèle se pose sur les disques ;...
...Ce daguerréotype circulaire a donc reproduit le modèle, sous toutes ses faces distinctes, sous tous ses angles d'incidence. Le fil a boule d'argent s'est en même temps reproduit sur toutes les images, et va servir d'axe de repère, autour duquel viendront se grouper les profils.

### Visite de la galerie de photosculptures du boulevard des Capucines
Le 24 décembre 1866, dans La Presse, Paul de Saint-Victor nous fait visiter la galerie d'exposition de la Société générale de photosculpture de France, 35 boulevard des Capucines, qu'il appelle ici musée de la photosculpture :

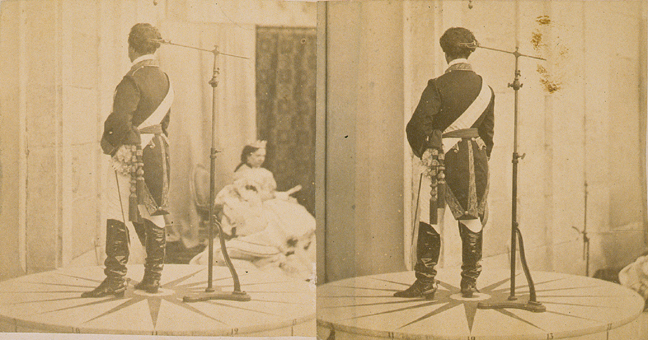
Deux photographies du roi consort d'Espagne prises par François Willème en 1865 pour la photosculpture figurant la famille royale d'Espagne.

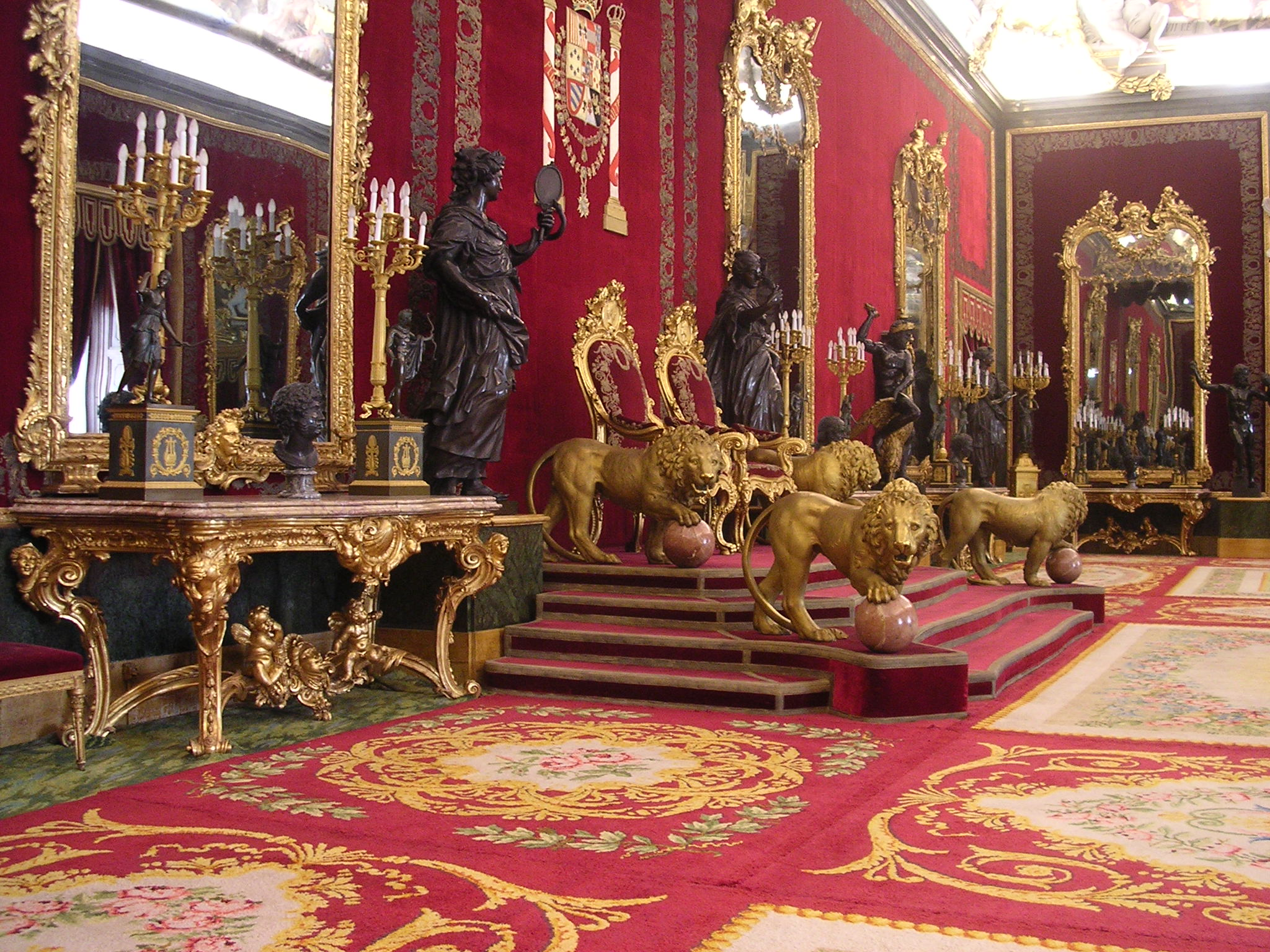
Salle du trône du palais royal de Madrid avec l'estrade aux lions dorés que Willème a inclus dans sa photosculpture de la famille royale d'Espagne.

Puisque le théâtre m'en laisse le loisir, je reviens, dès aujourd'hui, à la photosculpture et à son musée. Un art nouveau qui se produit, qui s'affirme, qui vient, en quelque sorte, de débuter à Paris en s'installant sur les boulevards, vaut bien le compte-rendu d'une opérette ou d'un vaudeville.
Nous avons décrit, dans notre dernier feuilleton, l'ingénieux procédé technique par lequel la photosculpture transforme en ronde bosse une suite d'images plates, et tire une statuette qu'on peut répéter a un nombre indéfini d'exemplaires, de deux douzaines de croquis faits par la lumière en quatre secondes. Examinons maintenant les œuvres produites par l'invention de M. Willème, et exposées dans les galeries qui entourent son laboratoire. On se croirait, en y entrant, dans l'atelier d'un sculpteur en vogue. Les portraits de toute dimension et de toute matière tapissent les murs et garnissent les tables. Comme la plupart de ces portraits sont ceux de personnages célèbres ou connus, le mérite spécial de la photosculpture saute aux yeux à première vue, avec la ressemblance des modèles. On les reconnaît comme dans un salon. Lorsque les figures sont en pied, cette ressemblance, qui ne se borne pas au visage, mais qui s'étend à toute la personne, leur donne une réalité surprenante. L'homme est là, saisi et fixé dans le rapport de ses proportions, dans l'habitude de son corps, dans l'aplomb ou la négligence de sa pose, dans l'allure caractéristique de son geste et de sa démarche, dans le pli spécial qu'il imprime à chaque partie de ses vêtements. Il est telle de ces statuettes qu'on devinerait vue de dos, comme on reconnaît un passant de loin, d'après sa tournure. — À elles seules les femmes feraient la fortune de la photosculpture. Pour nous servir d'une expression qui sied à un art presque industriel, nous dirons qu'elle les réussit admirablement. Les agréments de la parure, les nuances de la mode, les mille détails de l'ajustement et de la toilette, tout ce mondus muliebris que la grave statuaire rejette avec raison, sont reproduits par le pantographe avec un fini minutieux. Il excelle à rendre le fin tissu de la soie, les riches lourdeurs du velours, les ciselures de la dentelle, les fouillis légers des coiffures. Art domestique et mondain, la photosculpture ne vise pas au grandiose : elle se contente de plaire, de charmer, de donner aux portraits intimes quelque chose de la durée et de la dignité sculpturale. La maison est son musée, les étagères sont ses piédestaux.

### Rapport entre la photosculpture et la statuaire artistique

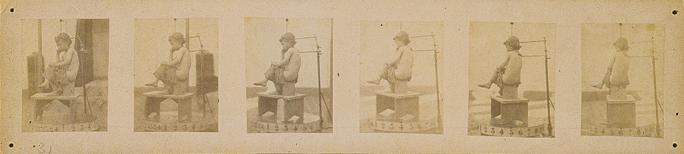
François Willème : nu de fillette, série de six photographies sur 24 prises pour une photosculpture en 1865, conservée à la George Eastman House de Rochester.

Le 7 janvier 1867, dans La Presse, Paul de Saint-Victor explique le rapport existant entre la photosculpture et la statuaire artistique, en particulier le Nu. Voit un avenir fructueux et commun pour la photosculpture et la statuaire. Et souligne aussi à la fin de ce texte que la photosculpture rencontre « bien des hostilités et des résistances » dans le milieu de la sculpture. Qui seront, selon lui, inévitablement surmontées.

## La photosculpture à l'Exposition universelle de 1867
Le 2 mars 1867, Léo de Bernard écrit dans Le Monde illustré :

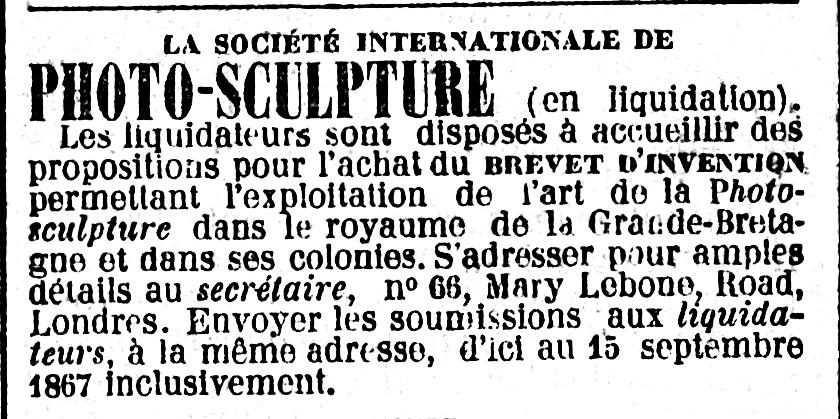
Le Temps, 21 août 1867.

La photosculpture de France a voulu aussi être dignement représentée à l'Exposition. Son pavillon, que nous reproduisons fidèlement, se trouve près de l'entrée principale, à gauche. Il se compose d'une rotonde pour la pose, et de divers ateliers dans lesquels passent le marbre et la terre pour devenir les admirables bustes et statues qu'on admire boulevard des Italiens. C'est une copie en petit des immenses ateliers que nous avons vus avenue de Wagram, et dont nous avons jadis donné une description détaillée et complète. Le directeur de l'établissement a voulu que le public vit opérer sous ses yeux, et comprit comment la lumière vient en aide à la statuaire. Tous les étrangers qui viendront à Paris pourront emporter leur statue, leur buste ou leur médaillon sans se déranger plus que s'ils faisaient faire leurs portraits en photographie. Ce ne sera pas une des moindres curiosités de l'Exposition.

## Alexandre Dumas fils contre la photosculpture
Le 21 juillet 1867, Georges Maillard dans Le Figaro, rapporte la violente critique d'Alexandre Dumas contre la photosculpture :

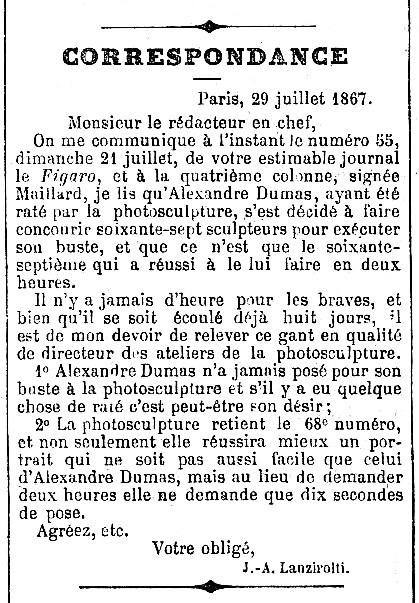
La réponse de Lanzirotti publiée dans Le Figaro du 1er août 1867.

Alexandre Dumas, raté par la photosculpture, a juré de démolir son temple, et voici le moyen qu'il a employé. Il a mis dans sa poche la liste de tous les statuaires de Paris, et il est allé demander à chacun :
Combien mettriez-vous de temps à faire mon buste ?
Le premier a répondu « six mois », le dixième « trois mois, » le soixante-septième, « deux heures, »
Sommé de prouver sa prodigieuse rapidité de main, le dernier s'est piqué d'honneur. Il a porté sa terre glaise et sa vieille montre chez Dumas, on a désigné de part et d'autre des témoins et le bloc dégrossi a bientôt pris une forme olympienne. Un crêpe majestueux a surgi sur un front formidable, la ressemblance y était ! Une heure et demie après, Barbedienne présent, achetait en gros le morceau d'argile pour le revendre en détail.
Ainsi, nous marchons, les sciences marchent, les arts marchent, et il ne faut plus huit jours, comme le prétendaient les anciens photosculpteurs, pour faire — et bien faire — un buste. Il faut... deux heures, ô progrès !
Mais, le 1er août suivant, Le Figaro publie sans commentaires une lettre ironique et démystificatrice. Elle est de Lanzirotti. Il parle au nom de la photosculpture. Et répond aux critiques d'Alexandre Dumas :
Paris, 29 juillet 1867.
Monsieur le rédacteur en chef,
On me communique à l'instant le numéro 55, dimanche 21 juillet, de votre estimable journal le Figaro, et à la quatrième colonne, signée Maillard, je lis qu'Alexandre Dumas, ayant été raté par la photosculpture, s'est décidé à faire concourir soixante-sept sculpteurs pour exécuter son buste, et que ce n'est que le soixante-septième qui a réussi à le lui faire en deux heures.
Il n'y a jamais d'heure pour les braves, et bien qu'il se soit écoulé déjà huit jours, il est de mon devoir de relever ce gant en qualité de directeur des ateliers de la photosculpture.
1° Alexandre Dumas n'a jamais posé pour son buste à la photosculpture et s'il y a eu quelque chose de raté c'est peut-être son désir ;
2° La photosculpture retient le 68e numéro, et non seulement elle réussira mieux un portrait qui ne soit pas aussi facile que celui d'Alexandre Dumas, mais au lieu de demander deux heures elle ne demande que dix secondes de pose.
Agréez, etc.
Votre obligé,
A. G. Lanzirotti.

## Pompéi à Paris en photosculptures en 1874
La Semaine des familles écrit le 1er août 1874 :
On lit en ce moment, sur le boulevard des Capucines, une grande affiche portant ces mots : Pompéi à Paris. Voilà un programme séduisant : entrez dans la Salle des Conférences (dite Salle des Capucines) et vous pourrez constater que ce programme n'est pas menteur.
C'est bien Pompéi que vous aurez sous les yeux, — Pompéi reproduit par un procédé inusité jusqu'à ce jour. Il ne s'agit plus de la photographie, mais bien de la photosculpture appliquée à la reproduction des monuments.
Vous savez que la photosculpture est un art qui permet d'obtenir en relief l'effigie des objets avec une exactitude rigoureuse et mathématique. À l'aide de ce procédé, on a reproduit tous les principaux monuments de Pompéi : chacun des modèles ainsi exécuté a environ cinquante centimètres en hauteur et en largeur : il est en mastic.
Ce relief est colorié de façon à imiter complètement les tons de la nature vraie : on le pose devant une toile peinte qui, par une illusion d'optique, semble se confondre avec lui. Relief et toile sont placés derrière une énorme lentille grossissante.
Quand on regarde à travers cette lentille, le plan en relief prend des proportions énormes : ce n'est plus un modèle bon à mettre sur la table d'un architecte, c'est la nature elle-même dans toute sa réalité, dans ses proportions vraies. Ni le panorama, ni le diorama, ni le stéréoscope, n'atteignent à de pareils effets : on sent que l'air circule à travers les colonnes, qu'on pourrait gravir ces degrés, passer sous ces voûtes.
Je suis resté une grande heure à errer de la Maison du poète tragique au Temple d'Isis et du Grand Cirque à la Rue d'Herculanum... J'étais à quatre cents lieues de Paris, et à vingt siècles en arrière.
Quand, enfin, je suis ressorti sur le boulevard des Capucines, c'est pour le coup que je me suis cru le jouet d'une illusion : il m'a fallu un effort pour me rappeler que j'étais bien un Parisien de l'an 1874, et pour ne pas me trouver un peu plus dépaysé devant le perron de Tortoni que je ne l'étais tout à l'heure devant le Panthéon de la ville antique.

## L'atelier de photosculpture de François Willème
Situé 42, avenue de Wagram, tout près de la place de l’Étoile, le bâtiment de l'atelier fut construit spécialement pour la photosculpture en 1863. Il était pourvu d'une coupole de verre.

L'atelier de photosculpture de François Willème
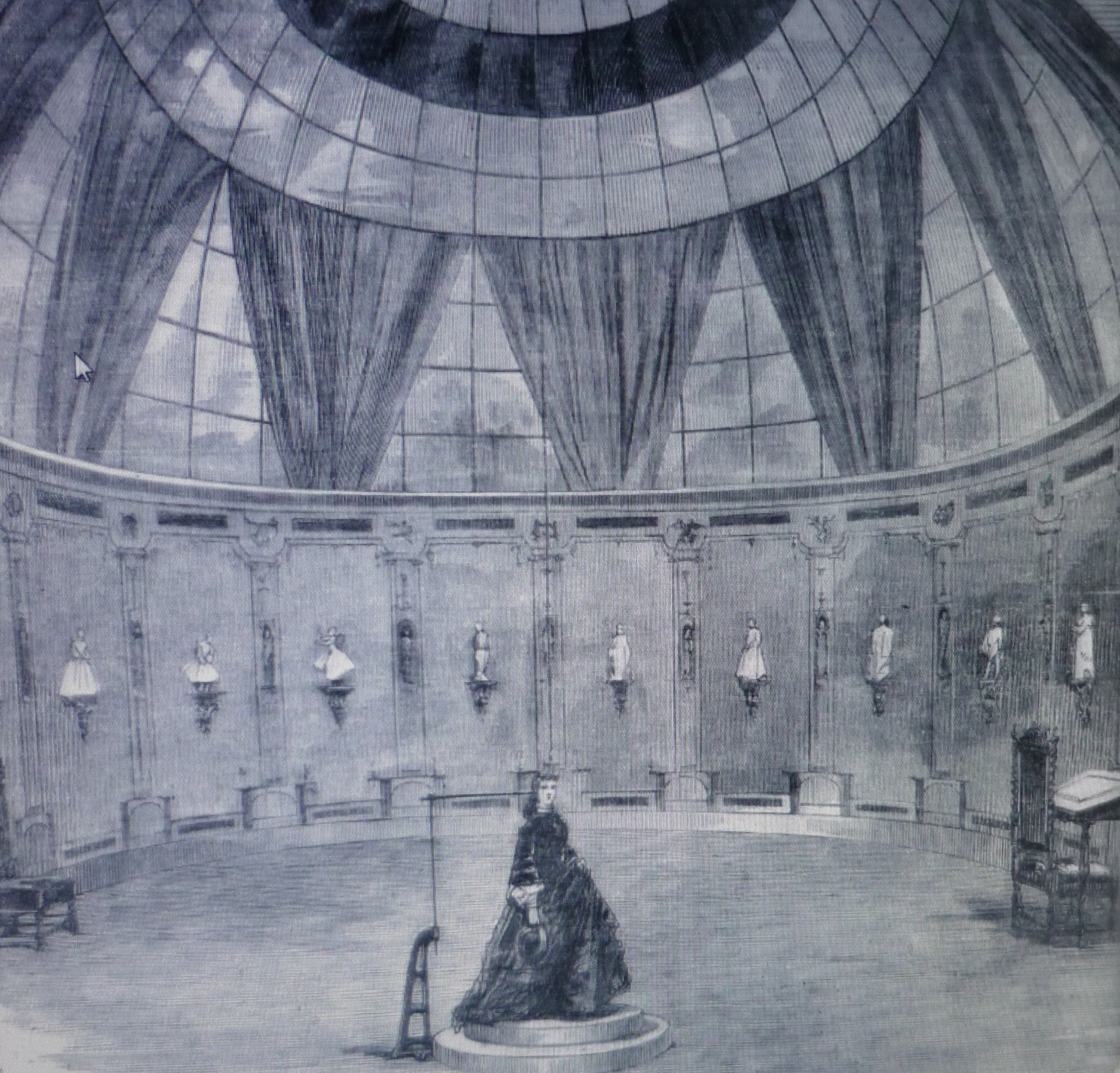
La rotonde de prises de vues pour la photosculpture.
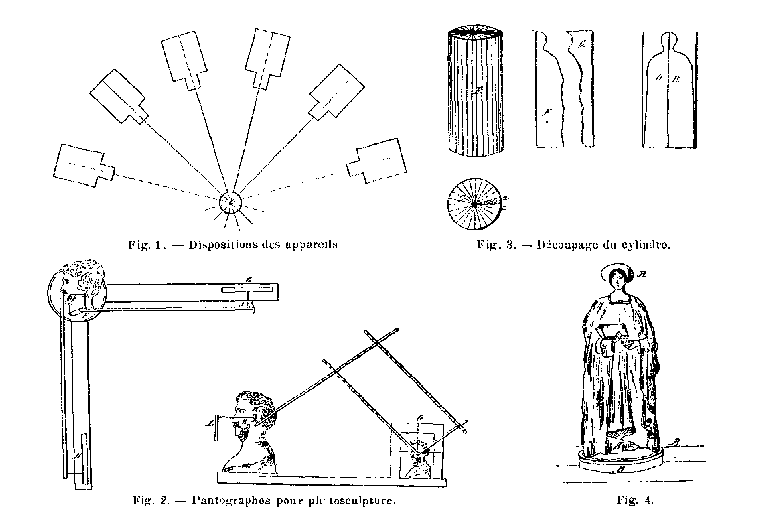
Schéma explicatif de la technique de la photosculpture[28].
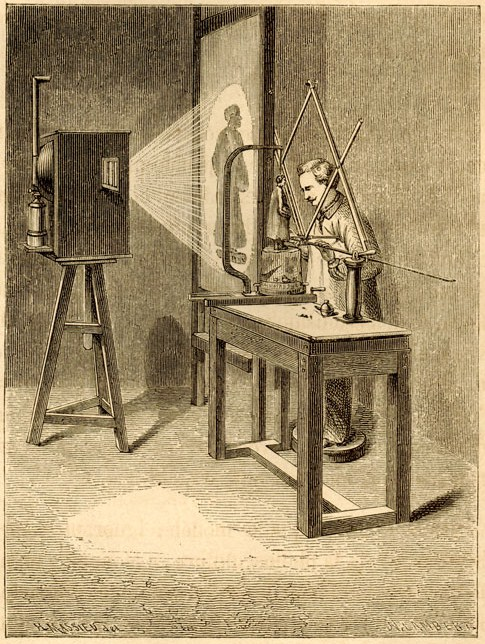
Réalisation d'une statuette par photosculpture.
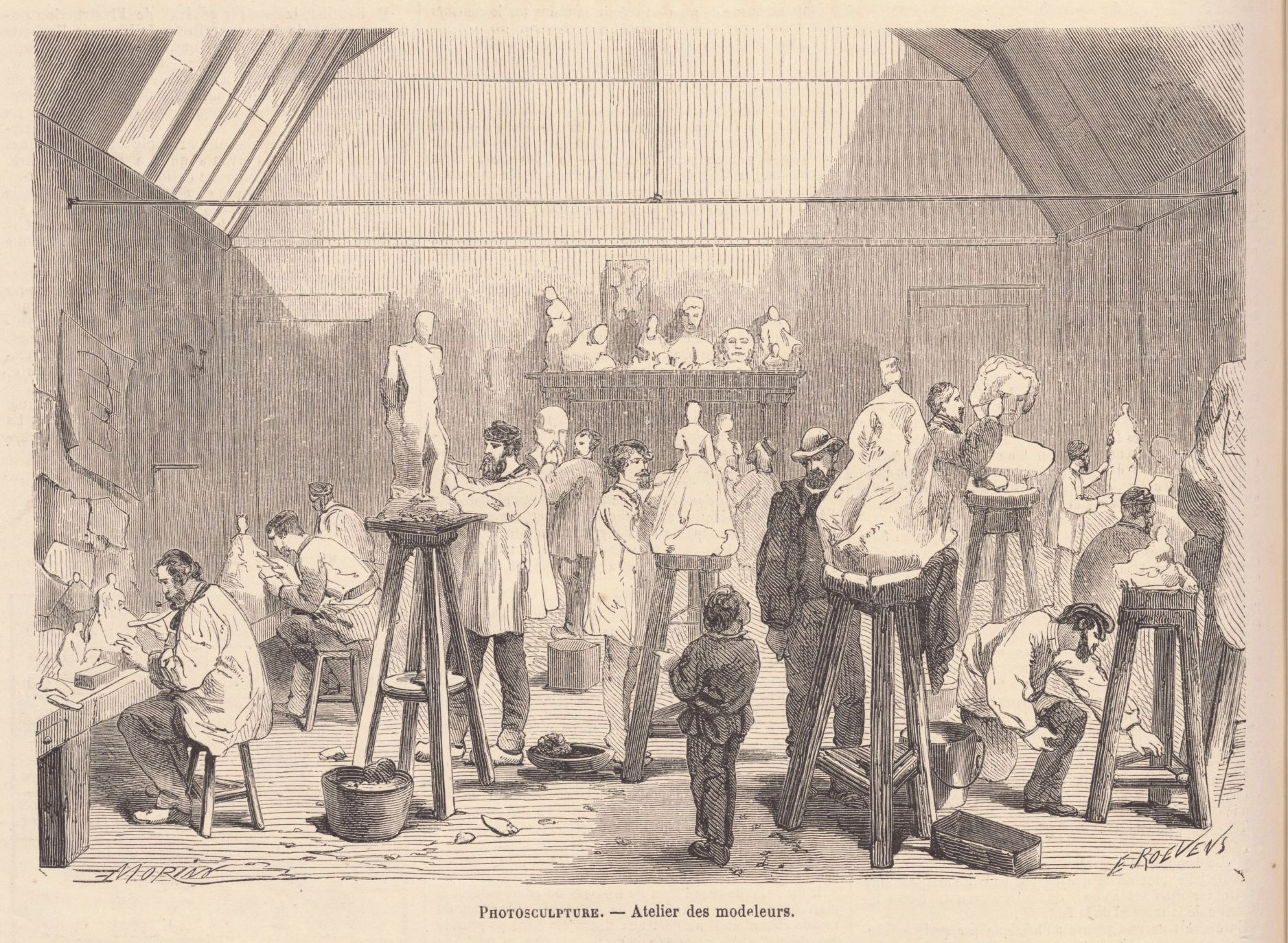
L'atelier des modeleurs[29].

## Responsables artistiques de la photosculpture
Le nom de Lanzirotti en qualité de directeur des ateliers de la photosculpture est donné par une lettre signée par lui publiée par Le Figaro le 1er août 1867. Le nom de Clésinger comme directeur artistique est indiqué par lui dans une lettre publiée par La Presse le 22 février 1867 :
- Antonio Giovanni Lanzirotti, directeur des ateliers de la photosculpture.
- Auguste Clésinger, directeur artistique de la photosculpture. (à partir du début 1867).

## Quelques photosculptures conservées
- Buste de femme, et deux portraits de François Willème par lui-même, conservés à la George Eastman House de Rochester.
- Portraits en pied d'acteurs de la Comédie-Française, collection de photosculptures de François Willème, Paris, musée Carnavalet.
- Collection Gérard Lévy[Où ?][réf. nécessaire].

## Reconstitution moderne
- Une reconstitution du procédé de la photosculpture a été expérimentée en 2012 par des étudiants de la Winchester School of Arts (en) de Southampton[30].